# Ioan Gâțu
Ioan Codrut Gâțu (n. 18 decembrie 1979) este un jucător de fotbal român în prezent legitimat la Chimia Brazi.